# Bloomfield (Kentucky)
Bloomfield è un comune degli Stati Uniti d'America, situato nello Stato del Kentucky, nella contea di Nelson.